# 津軽地震
座標: 北緯40度42分 東経140度30分 / 北緯40.7度 東経140.5度
津軽地震（つがるじしん）は、1766年3月8日（明和3年1月28日）に発生し、津軽平野一帯に甚大な被害をもたらした大地震である。近世津軽領に最大級の被害を出した。地震の規模は、M6.9あるいはM7+1⁄4±1⁄4と推定される。弘前から大釈迦付近で発生したとされる。明和津軽地震とも。油川では現在の震度にして、震度7相当の揺れと推定されている。地震により弘前城の損壊などが発生。死者は約1,500人に達し、深刻な被害となった。津波も発生し、千葉県の銚子に届いたとの記録もある。 起震断層は、津軽山地西縁断層とする説と知られていない断層とする考えがある。